# La Haye (Manche)
La Haye (Manche) is een gemeente in het Franse departement Manche (regio Normandië). De plaats maakt deel uit van het arrondissement Coutances. La Haye (Manche) is op 1 januari 2016 ontstaan door de fusie van de gemeenten Baudreville, Bolleville, Glatigny, La Haye-du-Puits, Mobecq, Montgardon, Saint-Rémy-des-Landes, Saint-Symphorien-le-Valois en Surville. De gemeente telde 3.986 inwoners op 1 januari 2022.

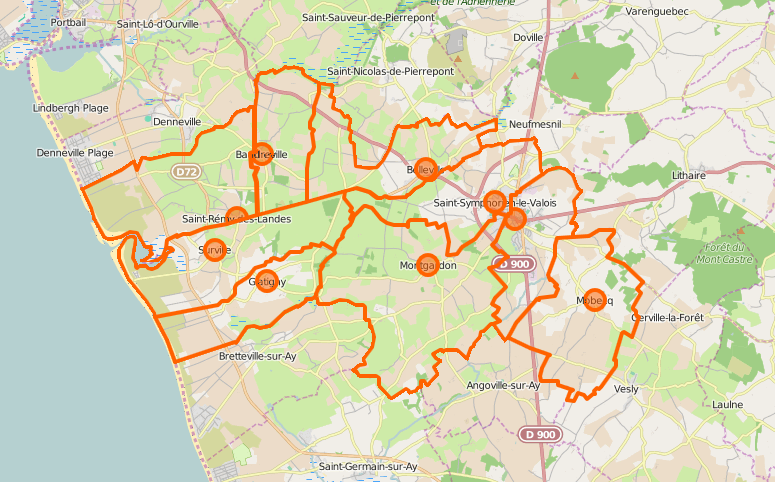
Kaart van de fusie met de omgeving

## Geografie
De oppervlakte van La Haye (Manche) bedraagt 63,81 vierkante kilometer; Op 1 januari 2022 was de bevolkingsdichtheid 62,5 inwoners per km².

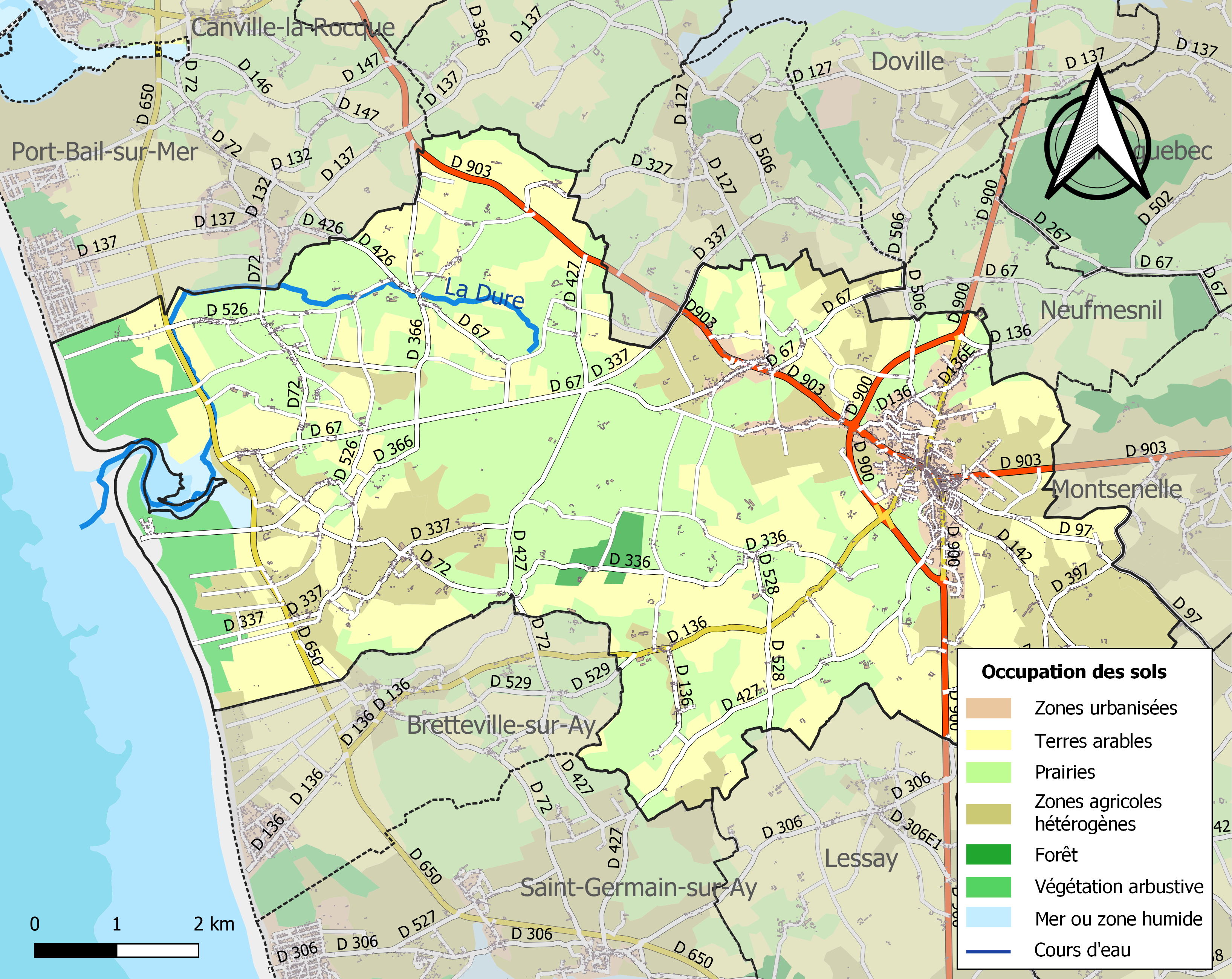
Kaart van de gemeente met de belangrijkste infrastructuur, bodemgebruik en omliggende gemeenten

Bretteville-sur-Ay · Canville-la-Rocque · Créances · Doville · La Feuillie · La Haye · Laulne · Lessay · Millières · Montsenelle · Neufmesnil · Pirou · Le Plessis-Lastelle · Saint-Germain-sur-Ay · Saint-Nicolas-de-Pierrepont · Saint-Patrice-de-Claids · Saint-Sauveur-de-Pierrepont · Varenguebec · Vesly